# Sho Hatsuyama
Sho Hatsuyama (初山 翔, Hatsuyama Shō), né le 17 août 1988 à Sagamihara, est un coureur cycliste japonais.

## Palmarès et classements mondiaux

### Palmarès
- 2012
  - Kaida Kogen Criterium
- 2013
  - Tour d'Okinawa
- 2015
  - 9e étape du Tour de Singkarak
- 2016
  -  Champion du Japon sur route

### Résultats sur les grands tours

#### Tour d'Italie
1 participation
- 2019 : 142e et lanterne rouge

### Classements mondiaux
| Année           | 2013 | 2014 | 2015 | 2016 | 2017   | 2018 |
| --------------- | ---- | ---- | ---- | ---- | ------ | ---- |
| UCI Asia Tour   | 164e | 90e  | 121e | 102e | 246e   | 481e |
| UCI Europe Tour |      |      |      |      | 1 661e |      |